# Polin
Polin (hebr. ‏פולין‎) – nazwa Polski w języku jidysz (wymawiana jako pojln) i języku hebrajskim, w którym słowo to można odczytywać jako „tutaj spocznij”. Autorstwo tej teorii etymologicznej przypisuje się Mojżeszowi Isserlesowi.
Kiedy Żydzi zostali wygnani z Hiszpanii na podstawie Edyktu z Alhambry (1492) i Portugalii (1496), migrowali na północ lub na wschód. Legenda żydowska głosi, że gdy uchodźcy podążający w kierunku wschodnim dotarli do ziem polskich, nazwę kraju odczytali jako Po lin (hebr. ‏פה לין‎), biorąc to za dobry omen. Istnieje nawet wersja legendy, według której z nieba został zesłany znak – kartka z napisem Po lin. W wyniku tego Żydzi osiedlali się masowo na gościnnej polskiej ziemi. Sam Isserles pisał o Polsce: „W tym kraju nie ma zawziętej nienawiści do nas, jak w Niemczech. Oby zostało tak nadal, aż do nadejścia Mesjasza”.